# 慧忠路
慧忠路，是北京市朝阳区的一条东西向道路。

## 简介
慧忠路位于北四环外，为“北四环半”（成府路延长线）的组成部分。道路西起北辰西路，东至北苑路，全长约3公里，设置双向六车道，其中穿越奥林匹克公园段为地下隧道，在天辰西路以西有平行的地面道路（双向四车道），以东至出口则只有隧道，隧道为了避开国家体育场“鸟巢”向北进行了一定的弯曲。奥运会时慧忠路隧道被用作贵宾通道，奥运会后的2009年1月隧道对外开放使用，自此“北四环半”（西起北京大学东门，东至望京地区）贯通。